# Margaromma funestum
Espèce
Margaromma funestum est une espèce d'araignées aranéomorphes de la famille des Salticidae.

## Distribution
Cette espèce est endémique d'Australie. Elle se rencontre au Queensland et en Nouvelle-Galles du Sud.

## Publication originale
- Keyserling, 1882 : Die Arachniden Australiens. Nürnberg, vol. 1, p. 1325-1420 (texte intégral).